# امرأة قتلها الحب (فلم)
امرأة قتلها الحب هو فيلم مصري عرض عام 1978، بطولة فريد شوقي ومديحة كامل ومصطفى فهمي، ومن إخراج أشرف فهمي.

## قصة الفيلم
المعلم أبو المعاطي رئيس الصيادين في منطقة أبو قير يطمع في الزواج من نوسة لكنها ترفض هذه الزيجة فهي مرتبطه بعلاقة حب مع المهندس مدحت، إلا أن المعلم أبو المعاطي يوقع بينهما ويزوج مدحت إلى أخته، في الوقت الذي توافق فيه ستيلا والدة نوسة على زواج ابنتها وهي التي تمتلك مطعما في نفس المنطقة. بعد إتمام الزواج تكتشف نوسة أن أبو المعاطي كان عشيقا لأمها التي قتلت زوجها من أجله، تنهار نوسة نتيجة معرفة ذلك وتطلب الطلاق، لكنه يهددها بابلاغ البوليس أو استمرار الزواج، وتقرر الهرب مع مدحت الذي يطالبها بعدم التضحية، فقد اعترفت أمها بجريمتها، ليعود مدحت بعد أن يطلق زوجته إلى نوسة .

## طاقم التمثيل
- فريد شوقي: (أبو المعاطي)
- مديحة كامل: (نوسة)
- مصطفى فهمي: (أحمد)
- سناء جميل: (ستيلا - أم علي ونوسه)
- توفيق الدقن: (عبد الودود)
- عايدة عبد العزيز: (حفيظة)
- محمد العربي: (الشيخ علي)
- محمد الرملي
- محمد سليمان
- توفيق الكردي
- أديب الطرابلسي

## فريق العمل
- إخراج: أشرف فهمي
- تأليف: عبد الحي أديب
- مدير التصوير: عبد المنعم بهنسي
- مونتاج: سعيد الشيخ
- موسيقى تصويرية: عمر خورشيد
- إنتاج: مديحة كامل
- توزيع: أفلام مصر الجديدة